# Brau Union
Brau Union er det største østrigske bryggeri og er beliggende i Linz. Aktiemajoriteten har siden 2003 været ejet af Heineken.

## Historie
Virksomhedens historie går tilbage til 1921, hvor Braubank AG blev grundlagt af 5 mindre bryggerier. Siden da er flere og flere virksomheder indgået i samarbejdet og i 1998 kom den konstellation, der findes i dag kaldet Brau Union Österreich AG.